# Historia romana (Dion Casio)
La Historia romana es una obra de Dion Casio compuesta de ochenta libros que recorre el período comprendido entre la fundación de Roma (753 a. C.) y el gobierno de Alejandro Severo en 229. Es una de las fuentes antiguas más conocidas y citadas. De la obra tan sólo se conservan íntegros los libros XXXVII a LX, que abarcan desde el 68 a. C. hasta la muerte del emperador Claudio en el 54 d. C. El resto ha llegado a la actualidad en fragmentos y epítomes.

## Composición de la obra y método histórico

### Fecha de creación
Debió el autor documentarse durante unos diez años para poder escribir la obra, pero se desconoce cuándo comenzó a escribirla. Tal vez comenzó hacia el 207 después de haberle felicitado el emperador por sus obras anteriores y, sobre todo, debido a un sueño en el que una divinidad lo habría animado a escribir una historia desde los orígenes de Roma hasta sus tiempos. También se ha sugerido que pudo escribirla una vez se retiró de la vida pública, tras su segundo consulado en el 229.

### Método y posicionamiento ideológico
Aunque toma como modelo a Tucídides, va a marcar un camino diferenciado. Su obra se divide en dos períodos: desde la fundación de la Urbs a la batalla de Accio (31 a. C.), que ocupa los cincuenta primeros libros, y los años entre este hecho y el momento del autor, tema de los treinta restantes. Entre las dos partes hay una clara diferencia, y es que el período imperial goza de mayor relevancia. El historiógrafo defiende la posición de los senadores en el seno de una monarquía que no les deja más que un escaso margen de acción. El diálogo ficticio entre Cayo Mecenas y Marco Agripa en el libro LII permite al autor hacer un repaso de los diferentes regímenes, si bien la obra atestigua una preocupación constante por señalar la naturaleza del régimen político romano, el funcionamiento de sus instituciones y la evolución de éstas. 
Gracias a su experiencia política, es un claro testigo de su época y un preciado comentarista de los aspectos políticos de la Historia, y tampoco es desdeñable cuanto escribe sobre períodos más antiguos y, principalmente, sobre las instituciones republicanas. Su versión de los hechos puede en ocasiones actualizar una tradición desaparecida en los demás historiadores. La obra de Dion Casio es una de las fuentes más importantes para el conocimiento del período imperial y muy especialmente de su tiempo, del que abundan los detalles

### Lengua y estilo
A efectos estético, la Historia de Dion Casio adopta ciertos aspectos de Tucídides (un trabajo al estilo ático y la recurrencia  de una estructura binaria). Su gusto por lo maravilloso y por la posición en que ubica los prodigios y los presagios y, por otra parte, su escritura, que descansa mucho sobre la práctica de la retórica y sobre los esquemas enseñados, han perjudicado a su reputación como historiógrafo. El valor histórico de su obra y el interés de su elección compositiva son, no obstante, el centro de las investigaciones actuales, lo que contribuye en gran medida a la rehabilitación de este historiador.

## Transmisión y tradición manuscrita
Se usó su obra íntegra hasta los siglos XII y XIII en el Imperio bizantino, sobre todo por Jorge Cedreno, probablemente Juann Tzetzes y Eustacio de Tesalónica. Los pillajes y desastres, en particular el saqueo posterior al sitio de Constantinopla (1204), hicieron desaparecer dos tercios de la obra.
Quedan algunos manuscritos en algunas recopilaciones que recogen extractos de diferentes historiadores romanos, como es el caso del Excerpta de Constantino VII,  útil para encontrar fragmentos. No obstante, la colección de Máximo Planudes no cita una sola vez a Dion. Un gran palimpsesto se le atribuyó durante mucho tiempo a Dion, pero más tarde se descubrió que lo escribió Pedro el Patricio.  
Subsisten dos epítomes : los bizantinos Juan Xifilino y Zonaras. El primero abrevia los libros XXXVI a LXXX (a pesar de una laguna entre los reinados de Antonino Pío y de Marco Aurelio); su trabajo se considera mediocre y divide los capítulos según los reinados de los emperadores. El segundo, por el contrario, usa numerosas fuentes pero abrevia los veinte primeros libros así como los libros XLIV a LXVII, por lo que puede deducirse que los libros XXII a XXXV ya se habían perdido para cuando se escribieron.